# Булз
Булз (рум. Bulz) — село у повіті Біхор в Румунії. Адміністративний центр комуни Булз.
Село розташоване на відстані 382 км на північний захід від Бухареста, 59 км на схід від Ораді, 71 км на захід від Клуж-Напоки.

## Населення
За даними перепису населення 2002 року у селі проживали 922 особи, з них 918 осіб (99,6%) румунів. Рідною мовою 920 осіб (99,8%) назвали румунську.